# Parco nazionale del Golfo di Orosei e del Gennargentu
Il Parco nazionale del Golfo di Orosei e del Gennargentu è un parco nazionale istituito con decreto del presidente della Repubblica del 30 marzo 1998, pubblicato nella Gazzetta Ufficiale del 14 maggio 1998, numero 110. Benché formalmente istituito, non è operativo: gli organi non sono mai stati costituiti e la concreta applicazione della disciplina di tutela è stata rinviata a una nuova intesa tra Stato e Regione dalla legge 23 dicembre 2005 n. 266 - comma 573. 
Il territorio interessato, situato in Sardegna, nei territori delle province di Nuoro, dell'Ogliastra e della città metropolitana di Cagliari, si estende su una superficie di 73.935 ettari, compresa tra il golfo di Orosei ed il massiccio del Gennargentu. 

## Storia
L'istituzione di un parco nazionale che comprendesse l'area del Gennargentu e del golfo di Orosei era prevista dall'articolo 34 della legge quadro sulle aree protette (la legge 6 dicembre 1991, numero 394). Il decreto che istituiva l'area protetta fu emanato dal presidente della Repubblica il 30 marzo del 1998.
Le popolazioni delle aree interessate dal parco hanno manifestato la loro contrarietà all'istituzione dell'area protetta, in quanto alcuni dei comuni compresi nel suo perimetro avrebbero avuto una buona parte del loro territorio sottoposto a tutela. Inoltre i vincoli sulle attività produttive apparivano incerti, così come l'ammontare dei finanziamenti previsti per le attività compatibili con il progetto del parco. Altro punto critico era costituito dalla scarsa rappresentanza che le popolazioni locali avrebbero avuto nel consiglio direttivo del parco (con cinque componenti su un totale di dodici), e il mancato coinvolgimento delle stesse comunità nella fase decisionale che avrebbe portato alla perimetrazione del parco stesso.
Nel 2008, con la sentenza numero 626 emessa dal Tribunale amministrativo regionale della Sardegna, è stato dichiarato improcedibile il ricorso per l'annullamento del decreto istitutivo del parco nazionale del Golfo di Orosei e del Gennargentu, intentato da alcuni dei comuni compresi nel perimetro dell'area protetta, in quanto superato da successiva legge che recepisce e accoglie la sostanziale pretesa della parte ricorrente. Infatti le modifiche introdotte dalla legge numero 266/2005 avevano già previsto, per l'applicazione delle misure di tutela disposte dal decreto istitutivo del parco e la ripartizione delle risorse finanziarie, non solo la stipula di una nuova intesa tra lo Stato e la regione Sardegna, al contempo subordinando la partecipazione dei Comuni al progetto a una loro esplicita manifestazione di volontà in tal senso.

## Territorio
L'area naturale comprende territori molto differenti, sia dal punto di vista geologico sia dal punto di vista naturalistico.
L'area del Gennargentu è caratterizzata da rocce di natura scistosa originatesi nel Paleozoico, durante gli sconvolgimenti tettonici che provocarono l'orogenesi ercinica. Vi si trovano le cime montuose più elevate dell'isola, che raggiungono la massima quota con i 1.834 metri di Punta La Marmora. Alcune delle vette più elevate del complesso montuoso sono il Bruncu Spina (1.828 metri), Punta Florisa (1.822 metri), Punta Paolina (1.792 metri), Punta Erba Irdes (1.703 metri), il Bruncu Allasu (1.701 metri), Monte Iscudu (1.676 metri) ed il Monte Spada (1.595 metri).
La regione del Supramonte si sviluppa in una serie di altopiani carsici formati da rocce calcaree risalenti al Mesozoico. L'altopiano è circondato da una serie di cime montuose la cui altitudine massima è raggiunta dal Monte Corrasi, con i suoi 1.463 metri. Vi sono comunque numerose vette che raggiungono ed oltrepassano i 1.000 metri. Punta Solitta, con i suoi 1.206 metri, è una di queste.

## Il clima del parco nazionale
Il clima dell'area del parco nazionale è di tipo mediterraneo, con precipitazioni piovose concentrate prevalentemente nei mesi autunnali, invernali e primaverili. Le zone montane più elevate sono invece caratterizzate da un clima mediterraneo freddo, che ha contribuito al mantenimento di una tipica vegetazione d'alta montagna. Le precipitazioni a carattere nevoso sono frequenti durante la stagione invernale ma la durata e lo spessore del manto di neve risultano esigue anche se, in condizioni eccezionali, possono essere raggiunti spessori superiori al metro di altezza.
Di seguito è riportata la tabella climatica della stazione meteorologica di Fonni relativa al periodo 1971-2000 e riportante i dati pubblicati nell'Atlante Climatico d'Italia, curato dal Servizio meteorologico dell'Aeronautica Militare.
| Fonni (1971-2000)               | Mesi         | Mesi        | Mesi        | Mesi        | Mesi        | Mesi        | Mesi        | Mesi        | Mesi        | Mesi        | Mesi        | Mesi        | Stagioni | Stagioni | Stagioni | Stagioni | Anno  |
| Fonni (1971-2000)               | Gen          | Feb         | Mar         | Apr         | Mag         | Giu         | Lug         | Ago         | Set         | Ott         | Nov         | Dic         | Inv      | Pri      | Est      | Aut      | Anno  |
| ------------------------------- | ------------ | ----------- | ----------- | ----------- | ----------- | ----------- | ----------- | ----------- | ----------- | ----------- | ----------- | ----------- | -------- | -------- | -------- | -------- | ----- |
| T. max. media (°C)              | 7,2          | 7,3         | 9,5         | 11,5        | 16,7        | 21,5        | 25,8        | 25,7        | 21,5        | 16,4        | 11,2        | 8,5         | 7,7      | 12,6     | 24,3     | 16,4     | 15,2  |
| T. min. media (°C)              | 1,9          | 1,6         | 3,0         | 4,5         | 8,8         | 12,7        | 16,3        | 16,5        | 13,4        | 9,8         | 5,8         | 3,3         | 2,3      | 5,4      | 15,2     | 9,7      | 8,1   |
| T. max. assoluta (°C)           | 20,6 (1997)  | 20,4 (1978) | 23,2 (1996) | 25,0 (1973) | 29,8 (1994) | 35,0 (1998) | 36,4 (1993) | 36,0 (1994) | 35,0 (1993) | 29,0 (1987) | 22,6 (1985) | 19,2 (1985) | 20,6     | 29,8     | 36,4     | 35,0     | 36,4  |
| T. min. assoluta (°C)           | −10,0 (1981) | −9,0 (1986) | −6,1 (1987) | −3,2 (1986) | 0,0 (1991)  | 3,6 (1975)  | 5,8 (1972)  | 7,2 (1972)  | 4,6 (1972)  | −1,4 (1974) | −4,0 (1973) | −7,8 (1973) | −10,0    | −6,1     | 3,6      | −4,0     | −10,0 |
| Giorni di calura (Tmax ≥ 30 °C) | 0            | 0           | 0           | 0           | 0           | 0           | 5           | 5           | 0           | 0           | 0           | 0           | 0        | 0        | 10       | 0        | 10    |
| Giorni di gelo (Tmin ≤ 0 °C)    | 8            | 9           | 6           | 3           | 0           | 0           | 0           | 0           | 0           | 0           | 2           | 5           | 22       | 9        | 0        | 2        | 33    |
| Precipitazioni (mm)             | 85,5         | 78,1        | 72,2        | 85,3        | 60,4        | 31,6        | 12,4        | 15,5        | 50,5        | 73,5        | 94,8        | 90,9        | 254,5    | 217,9    | 59,5     | 218,8    | 750,7 |
| Giorni di pioggia               | 9            | 10          | 9           | 11          | 7           | 4           | 2           | 2           | 6           | 9           | 11          | 8           | 27       | 27       | 8        | 26       | 88    |
| Giorni di nebbia                | 5            | 7           | 5           | 5           | 2           | 1           | 0           | 0           | 1           | 3           | 5           | 4           | 16       | 12       | 1        | 9        | 38    |
| Umidità relativa media (%)      | 84           | 83          | 79          | 79          | 78          | 73          | 64          | 67          | 73          | 80          | 84          | 85          | 84       | 78,7     | 68       | 79       | 77,4  |

### Comuni
I comuni interessati dal parco si trovano in tre province:
- per la provincia di Nuoro: Aritzo, Atzara, Belvì, Desulo, Gadoni, Dorgali, Fonni, Gavoi, Lodine, Meana Sardo, Oliena, Ollolai, Olzai, Orgosolo, Ovodda, Seulo, Sorgono, Tiana, Tonara;
- per la provincia dell'Ogliastra: Arzana, Baunei, Gairo, Talana, Urzulei e Villagrande Strisaili;

- per la città metrropolitana di Cagliari: Seui.

## Flora

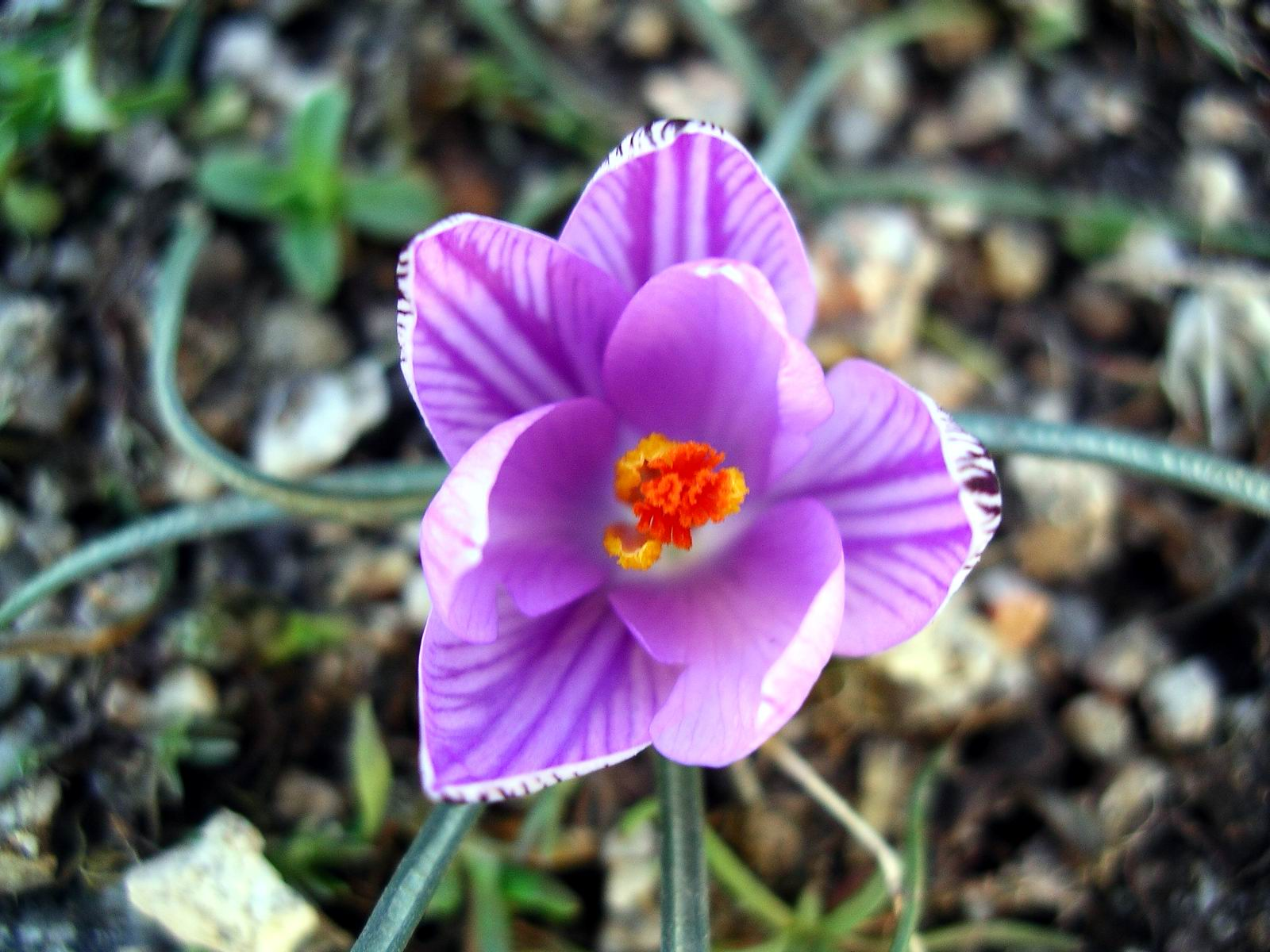
Crocus minimus nel Supramonte di Orgosolo.

Nelle zone montane più elevate del Gennargentu si è conservata una flora relitta di origine terziaria che ha nei suoi più tipici rappresentanti specie come il tasso (Taxus baccata), l'agrifoglio (Ilex aquifolium), il pioppo tremulo (Populus tremula) ed il noce bianco (Juglans regia), che formano dei residui di foresta lungo le pendici delle montagne. Una formazione vegetale caratteristica delle valli montane del Gennargentu sono le foreste a galleria dominate dagli ontani neri (Alnus glutinosa), che vegetano lungo le rive dei torrenti vallivi. Tra le altre specie si trovano il ribes del Limbara (Ribes sandalioticum), l'elleboro di Corsica (Helleborus argustifolius), la rosa di montagna (Paeonia mascula), il ranno alpino (Rhamnus alpina), la digitale rossa (Digitalis purpurea), la genziana maggiore (Gentiana lutea), la dafne spatolata (Daphne oleoides), la scrofularia alata (Scrophularia umbrosa) ed il ranunculo a foglie di platano (Ranunculus platanifolius). Nell'area si trovano anche numerose specie endemiche come l'eufrasia del Gennargentu (Euprhasia genargentea), la festuca di Moris (Festuca morisiana), il cardo microcefalo (Lamyropsis microcephala), lo spillone di Sardegna (Armeria sardoa), l'astragalo del Gennargentu (Astragalus genargenteus), la carlina sardo-corsa (Carlina macrocephala), il ranunculo a foglie di cimbalaria (Ranunculus cymbalarifolius), l'aquilegia di Sardegna (Aquilegia nugorensis), la peonia sardo-corsa (Paeonia corsica), l'euforbia irlandese (Euphorbia hyberna), l'ellera terrestre di Sardegna (Glechoma sardoa), la crespolina maggiore (Santolina insularis) e la viola sardo-corsa (Viola corsica). Nelle aree culminali delle montagne dominano invece gli arbusti nani o piccole piante dal portamento prostrato come il ginepro nano (Juniperus nana), il prugnolo prostrato (Prunus prostrata), il crespino dell'Etna (Berberis aetnensis) e la rosa dei Serafini (Rosa seraphini).
A quote più basse si trovano boschi misti di roverella (Quercus pubescens), acero minore (Acer monspessulanum), castagno (Castanea sativa) e leccio (Quercus ilex) che, un tempo, coprivano le falde delle montagne fin quasi alla cima.
Gli altopiani e le alture del Supramonte sono invece dominate dalle foreste di leccio, come nel caso della lecceta di "Sas Baddes", inclusa entro il perimetro della foresta demaniale di Montes, una tra le ultime foreste primarie ancora presenti in Europa. Altre specie comuni sono il tasso, il ginepro (Juniperus) e la fillirea (Phillyrea angustifolia e Phillyrea latifolia). Tra le rare specie vegetali endemiche vanno citate l'aquilegia di Sardegna (Aquilegia barbaricina) e l'aquilegia nuragica (Aquilegia nuragica), entrambe particolarmente rare e localizzate. Questo ha portato al loro inserimento nella lista rossa IUCN delle 50 specie botaniche più minacciate del bacino del Mediterraneo.

## Fauna
La particolare morfologia del territorio e l'effetto dovuto all'insularità ha permesso l'evoluzione di specie e sottospecie adattate alle condizioni ambientali caratteristiche. Sulle montagne del Gennargentu e nel Supramonte si possono ritrovare varie specie di vertebrati, alcune delle quali sono entità endemiche e rare.

### Anfibi e rettili

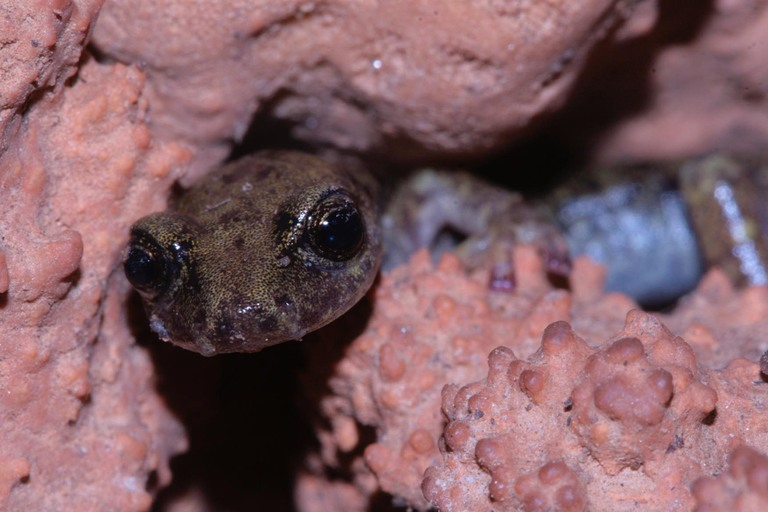
Speleomantes supramontis tra le rocce calcaree delle grotte del Supramonte.

Tra gli anfibi vi sono molte specie endemiche come l'euprotto sardo (Euproctus platycephalus), il geotritone del Supramonte (Speleomantes supramontis), il discoglosso sardo (Discoglossus sardus) e la raganella sarda (Hyla sarda). Tra le specie comuni alla fauna europea vi sono il geotritone imperiale (Speleomantes imperialis) ed il rospo smeraldino (Bufotes viridis). I rettili sono invece rappresentati dall'algiroide nano (Algyroides fitzingeri), dalla lucertola del Bedriaga (Archaeolacerta bedriagae), dalla lucertola tirrenica (Podarcis tiliguerta), dalla luscengola (Chalcides chalcides) e dal gongilo (Chalcides ocellatus). Vi sono, inoltre, il colubro ferro di cavallo (Coluber hippocrepis), il colubro (Coluber viridiflavus), la biscia viperina (Natrix maura) e la biscia dal collare (Natrix natrix).

### Mammiferi
Tra i mammiferi sono presenti la crocidura rossiccia (Crocidura russula), il mustiolo (Suncus etruscus), la lepre sarda (Lepus capensis), il quercino (Eliomys quercinus), il ghiro (Glis glis), il topo selvatico (Apodemus sylvaticus), il ratto nero (Rattus rattus), il topolino domestico (Mus musculus), la volpe sarda (Vulpes vulpes ichnusae), la martora (Martes martes), la donnola (Mustela nivalis), il gatto selvatico sardo (Felis lybica sarda), il cinghiale (Sus scrofa meridionalis) ed il muflone (Ovis musimon). Il cervo sardo (Cervus elaphus corsicanus) ed il daino (Dama dama) sono stati, invece, reintrodotti.
Le caratteristiche geomorfologiche ed ambientali del Supramonte rendono la regione molto importante dal punto di vista della presenza di chirotteri. Uno studio ha condotto al censimento delle specie presenti nel territorio, evidenziando la presenza del rinolofo maggiore (Rhinolophus ferrumequinum), del rinolofo minore (Rhinolophus hipposideros), del rinolofo di Mehely (Rhinolophus mehelyi), del miniottero (Miniopterus schreibersii), del vespertilio maghrebino (Myotis punicus), del vespertilio di Capaccini (Myotis capaccinii), del vespertilio smarginato (Myotis emarginatus), del pipistrello nano (Pipistrellus pipistrellus), del pipistrello albolimbato (Pipistrellus kuhlii), del pipistrello di Savi (Hypsugo savii), della nottola di Leisler (Nyctalus leisleri), dell'orecchione sardo (Plecotus sardus) e del molosso di Cestoni (Tadarida teniotis).
Nell'area del golfo di Orosei era presente la foca monaca (Monachus monachus), che si riproduceva nelle numerose grotte presenti lungo la costa. Attualmente la specie è considerata estinta.
Vari cetacei abitano nelle acque del parco come il balenottera comune, capodoglio, e varie balene più piccole e delfini.

### Uccelli
Tra gli uccelli che, un tempo, popolavano le vette delle montagne vi erano anche il gipeto (Gypaetus barbatus) e l'avvoltoio monaco (Aegypius monachus), ora estinti. In particolare, per quanto riguarda il gipeto, è stato avviato un progetto di reintroduzione nelle aree del Supramonte, del Gennargentu e del Monte Albo. Nel 2008 i tre esemplari reintrodotti sono stati ritrovati morti, portando al fallimento il progetto di ripopolamento.
Tra i rapaci si possono avvistare l'astore (Accipiter gentilis), lo sparviere (Accipiter nisus), la poiana (Buteo buteo), l'aquila reale (Aquila chrysaetos), il gheppio (Falco tinnunculus) ed il falco pellegrino (Falco peregrinus). Altri uccelli molto comuni sono la pernice sarda (Alectoris barbara), la quaglia (Coturnix coturnix), il piccione selvatico (Columba livia), il colombaccio (Columba palumbus), il cuculo (Cuculus canorus), il barbagianni (Tyto alba), l'assiolo (Otus scops), la civetta (Athene noctua), il succiacapre (Caprimulgus europaeus), il rondone (Apus apus), il rondone maggiore (Apus melba), il gruccione (Merops apiaster), l'upupa (Upupa epops), il picchio rosso maggiore (Picoides major) ed il picchio rosso minore (Picoides minor). Tra i passeriformi sono comuni la tottavilla (Lullula arborea), l'allodola (Alauda arvensis), la rondine montana (Ptyonoprogne rupestris), il balestruccio (Delichon urbica), il calandro (Anthus campestris), lo spioncello (Anthus spinoletta), la ballerina gialla (Motacilla cinerea), il merlo acquaiolo (Cinclus cinclus), lo scricciolo (Troglodytes troglodytes), il pettirosso (Erithacus rubecola), l'usignolo (Luscinia megarhynchos), il saltimpalo (Saxicola torquata), il culbianco (Oenanthe oenanthe), il codirossone (Monticola saxatilis), il passero solitario (Monticola solitarius), il merlo (Turdus merula), la tordela (Turdus viscivorus), la magnanina (Sylvia undata) e la magnanina sarda (Sylvia sarda), la sterpazzola di Sardegna (Sylvia conspicillata) e la sterpazzolina (Sylvia cantillans), la capinera (Sylvia atricapilla), il fiorrancino (Regulus ignicapillus), il pigliamosche (Muscicapa striata), la cincia mora (Parus ater), la cinciarella (Parus caeruleus), la cinciallegra (Parus major) e l'averla piccola (Lanius collurio). Tra i corvidi vanno citati la ghiandaia (Garrulus glandarius), il gracchio corallino (Pyrrhocorax pyrrhocorax), la taccola (Coloeus monedula), la cornacchia grigia (Corvus cornix) ed il corvo imperiale (Corvus corax). Altri passeriformi molto comuni sono lo storno nero (Sturnus unicolor), la passera sarda (Passer hispaniolensis), la passera mattugia (Passer montanus), la passera lagia (Petronia petronia), il fringuello (Fringilla coelebs), il venturone (Serinus citrinella), il verdone (Carduelis chloris), il cardellino (Carduelis carduelis), il fanello (Carduelis cannabina), il frosone (Coccothraustes coccothraustes), lo zigolo nero (Emberiza cirlus) e lo strillozzo (Emberiza calandra).
Lungo le coste e nelle zone umide del golfo di Orosei nidificano, si riproducono e sono di passo numerose specie di uccelli marini ed acquatici. Nelle zone umide vi sono il falco di palude (Circus aeruginosus), il martin pescatore (Alcedo atthis), la garzetta (Egretta garzetta), il codone comune (Anas acuta), il germano reale (Anas platyrhynchos), la folaga (Fulica atra), il beccaccino (Gallinago gallinago) e la beccaccia (Scolopax rusticola). Tra le falesie vivono uccelli marini come la berta maggiore (Calonectris diomedea), il marangone dal ciuffo (Phalacrocorax aristotelis), l'uccello delle tempeste europeo (Hydrobates pelagicus), il gabbiano corso (Ichthyaetus audouinii), il fraticello (Sternula albifrons) e la sterna comune (Sterna hirundo).

### Pesci
Tra i pesci d'acqua dolce presenti nelle acque dei fiumi e dei torrenti di montagna va citata la trota sarda, (Salmo ghigii). La specie è inserita nella lista rossa IUCN come prossima alla minaccia. Un progetto collaborativo tra l'Ente foreste della Sardegna e l'Università degli Studi di Cagliari prevede il ripopolamento e la reintroduzione della specie nei corsi d'acqua dell'Isola. A questo scopo è stato individuato quale sito per il ripopolamento il Rio Ermolinus, nella foresta demaniale di Montarbu.

## Punti di interesse

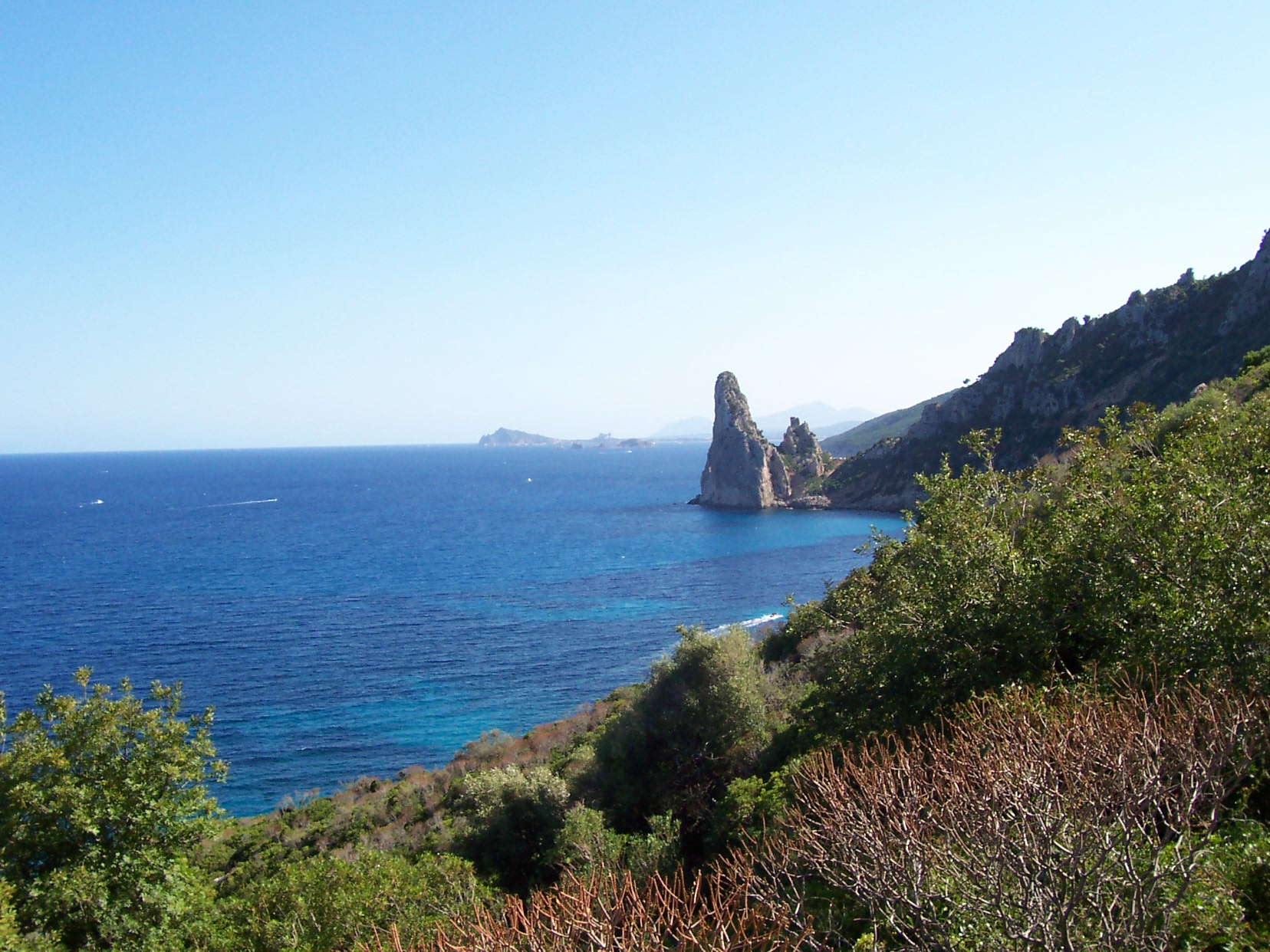
La Perda Longa, lungo le coste di Baunei.

Nel territorio del parco nazionale si trovano alcuni monumenti naturali, istituiti dalla Regione Sardegna con diversi provvedimenti legislativi:
- Monumento naturale Perda 'e Liana
- Monumento naturale Perda Longa di Baunei
- Monumento naturale Punta Goloritze
- Monumento naturale Su Sterru (Il Golgo)
- Monumento naturale Su Suercone
- Monumento naturale Texile di Aritzo
- Monumento naturale Sorgente di Su Gologone

Oltre ai monumenti naturali l'area comprende anche le foreste demaniali di Montarbu, Alase, Uatzo e Montes, gestite dall'Ente Foreste della Sardegna. Tra queste la foresta demaniale di Montes riveste particolare importanza in quanto presenta una tra le più vaste foreste primarie di lecci ancora presenti in Europa.
Tra le attrattive del territorio vi sono la gola di Gorroppu, voragine scavata nella roccia calcarea dalle acque del Rio Flumineddu e le cui pareti si innalzano per oltre 400 metri e le grotte del Bue Marino.
Tra i siti archeologici particolarmente interessante è il villaggio di Tiscali, situato all'interno di una dolina carsica al confine tra il Supramonte di Dorgali e il Supramonte di Oliena.

## Accessi
L'area del parco nazionale può essere raggiunta percorrendo la Strada statale 128 Centrale Sarda (SS 128), la Strada statale 125 oppure la Strada statale 389. Provenendo dalla direzione di Cagliari oppure di Sassari si può percorrere la Strada statale 131 fino allo svincolo che immette nella Strada statale 131 d.c.n.. Arrivati a Nuoro si può seguire la Strada statale 389.

## Attività

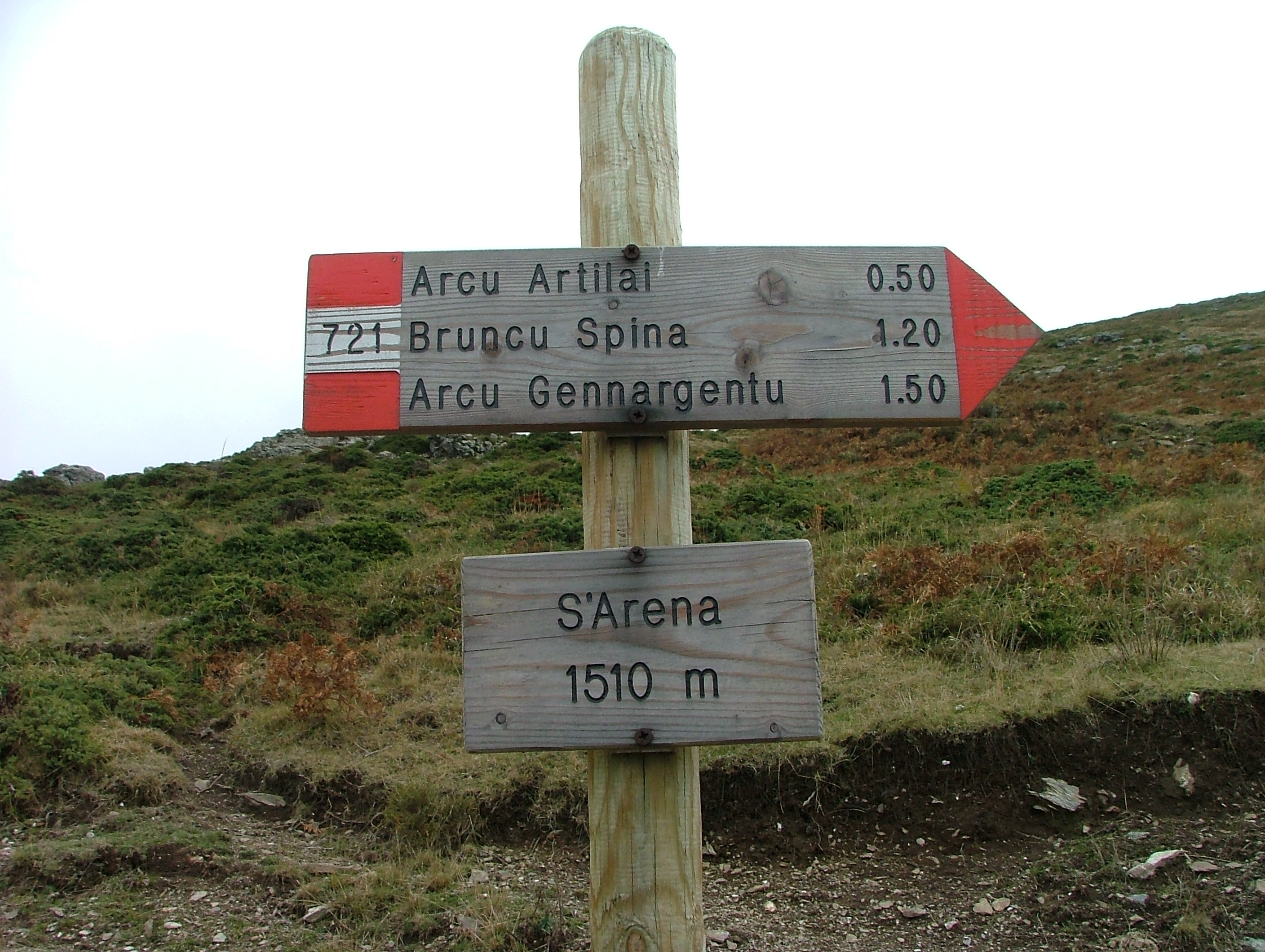
Cartello indicatore lungo il sentiero T-721, che conduce al Bruncu Spina ed all'Arcu Gennargentu.

Nell'area del parco nazionale è possibile praticare l'escursionismo, percorrendo alcuni dei sentieri realizzati dall'Ente Foreste della Sardegna in varie parti dell'Isola. I sentieri sono dotati di un sistema di segnali che contraddistinguono i vari itinerari. Le montagne del Gennargentu sono attraversate da una parte di questi percorsi escursionistici, lungo i quali si trovano diversi punti panoramici e fonti.
I sentieri percorribili sono i seguenti:
- Urzulei Fennau - Sentiero San Giorgio B-501 - Questo sentiero escursionistico (E) può essere percorso in motocicletta, a piedi, a cavallo oppure in bicicletta e si sviluppa per una lunghezza di 11 chilometri, superando un dislivello di 415 metri. Può essere percorso in tre ore[49];
- Sa Portiscra - Cala Luna B-181 - Il sentiero si presenta particolarmente impegnativo, per via della sua lunghezza (22 chilometri) e per il grande dislivello (1.050 metri). Si percorre il canyon di Codula di Luna, fino al raggiungimento della spiaggia di Cala Luna. Il tempo di percorrenza è stimato in otto ore[50];
- Sedda ar Baccas - Gorroppu B-502 - Si tratta di un percorso escursionistico per esperti per il quale è necessaria l'adeguata attrezzatura (EEA). Si sviluppa per una lunghezza di 12 chilometri, superando un dislivello di 200 metri, fino a raggiungere la Gola di Gorroppu. Il tempo di percorrenza è di tre ore[51];
- Girgini T-700 - Si tratta di un sentiero turistico (T) lungo il quale sono ubicati punti di ristoro e aree di sosta. È percorribile in fuoristrada, motocicletta, a piedi, a cavallo oppure in bicicletta. Si sviluppa per una lunghezza di 6,7 km e con un dislivello di 125 metri. Il tempo di percorrenza medio è stimato in due ore[52];
- Gennargentu T-721 - Percorrendo questo sentiero è possibile giungere fino alla Punta La Marmora, seguendo il Sentiero Italia con il quale si interseca. Lungo il sentiero si trovano delle aree di sosta e dei punti di ristoro, nonché un rifugio montano. La lunghezza del percorso è di 5,3 km per un dislivello di 149 metri, percorribili mediamente in un'ora e mezzo[53];
- Is Meriagus T-723 - Il sentiero è percorribile con vari mezzi (fuoristrada, motocicletta, a piedi, a cavallo oppure in bicicletta) e si sviluppa per una lunghezza di 8 chilometri. Il dislivello è di 265 metri ed il tempo di percorrenza stimato è di due ore e mezza. lungo il tragitto si trovano delle aree di sosta e dei punti di ristoro[54];
- Arcu Artilai - Bruncu Spina T-721A - Il percorso conduce al Bruncu Spina, fino alla quota 1.829. Si sviluppa per circa 800 metri, con un dislivello di 168 metri, percorribile in circa trenta minuti. Lungo il tragitto si trovano aree di sosta, punti di ristoro ed un rifugio montano[55];
- Girgini - Rifugio La Marmora T-722 - Il sentiero conduce ai ruderi del Rifugio Lamarmora. Lungo il percorso sono sistemate alcune aree di sosta. Il tragitto è lungo 8,2 chilometri su un dislivello di 644 metri. Il tempo di percorrenza è stimato in due ore e cinquanta minuti[56];
- Muggianeddu T-501 - Il sentiero ha inizio dall'abitato di Tonara e si sviluppa per una lunghezza di 9,7 chilometri, superando un dislivello di 530 metri. Il tempo di percorrenza previsto è di tre ore e quaranta minuti. Lungo il percorso si trovano alcune aree di sosta e dei punti di ristoro[57];
- Perdas Artas T-501A - Lungo il percorso si trovano diversi punti panoramici. Il sentiero si estende per 1,1 chilometri, su un dislivello di 124 metri. Può essere percorso in fuoristrada, a cavallo, a piedi o in bicicletta e lungo il tragitto si trovano delle aree di sosta e campeggio e dei punti di ristoro[58];
- Muggianeddu - Bauerì T-502 - Il sentiero ha inizio dall'abitato di Tonara e può essere percorso in fuoristrada, in motocicletta, a cavallo, a piedi o in bicicletta. Si sviluppa per 12,6 chilometri, su un dislivello di 659 metri. Lungo il percorso si trovano diverse aree di sosta e dei punti di ristoro[59];
- Sentiero Sorberine B-531 - È un sentiero escursionistico per esperti (EE)  che si sviluppa per una lunghezza di 13 chilometri, superando un dislivello di 900 metri. Il tempo di percorrenza stimato è di otto ore[60];
- Sentiero dei Carbonai: Coa'e Serra - Thiu Predu Orrubiu B-532 - È un sentiero escursionistico per esperti (EE) che si sviluppa per una lunghezza di 8,2 chilometri, superando un dislivello di 400 metri. Il tempo di percorrenza stimato è di due ore e quaranta minuti[61];
- Sentiero dei Carbonai: Paule Munduge B-532A - È un sentiero escursionistico per esperti (EE) che si sviluppa per una lunghezza di 5,3 chilometri, superando un dislivello di 475 metri. Il tempo di percorrenza stimato è di due ore e quaranta minuti. Lungo il tragitto si trovano dei punti di ristoro[62].